# Granny (orque)
Pour les articles homonymes, voir Granny (homonymie).
Granny, née vers 1911 et présumée morte entre le 12 octobre et le 31 décembre 2016, aussi connue sous le nom scientifique J2, est une orque femelle sauvage.
Avec un âge estimé à 105 ans lors de sa mort (avec une marge d'erreur estimée à 12 ans), elle est l'orque la plus âgée dont les humains ont eu connaissance, constituant ainsi le record de longévité de l'espèce.

## Biographie

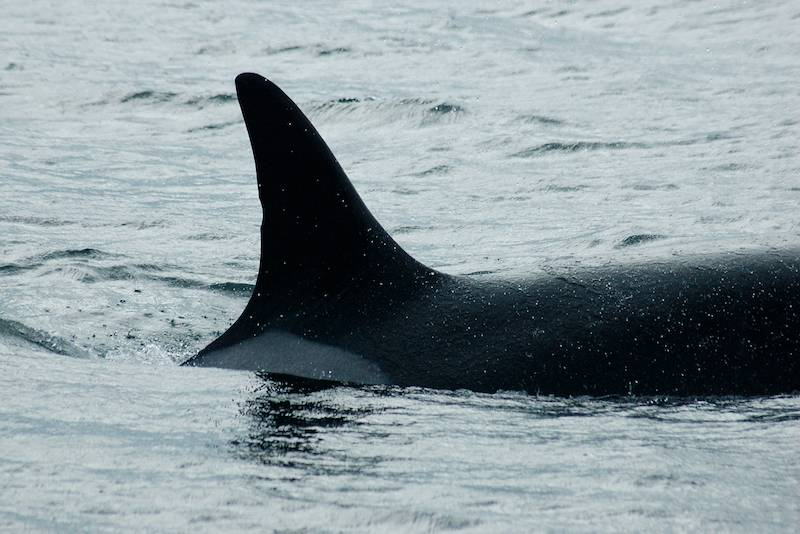
Nageoire dorsale de Granny.

Granny a été capturée avec le reste de son groupe en 1967 mais, déjà trop âgée à l'époque pour intégrer un delphinarium, elle a été relâchée.
Elle faisait partie du pod J, un groupe d'orques résidentes du Sud dans le Nord-Ouest Pacifique, sur les côtes de l'État de Washington et de la Colombie-Britannique, mais capables d'aller selon la période jusqu'en Alaska et vers la Californie.
Avec les études sur les orques menées sur plusieurs décennies, l'âge exact de beaucoup d'animaux est connu. L'âge des orques plus âgées, comme Granny, est estimé par leurs progénitures. Les orques donnent naissance vers l'âge de quinze ans et cessent d'avoir une descendance vers environ quarante ans. En associant les différentes générations, les âges peuvent être ainsi estimés. De plus, des photographies de Granny ont été faites à partir des années 1930 et la taille et la croissance de Granny a également été utilisé dans les estimations d'âge.
Une orque mâle bien connue pour être la progéniture de Granny est Ruffles (J1). À la suite de sa disparition en 2010, aucune progéniture de Granny n'est connue comme encore vivante, bien qu'elle ait plusieurs « petits-enfants » et « arrière-petits-enfants » dans son pod.